# Dorfschule Dornitz

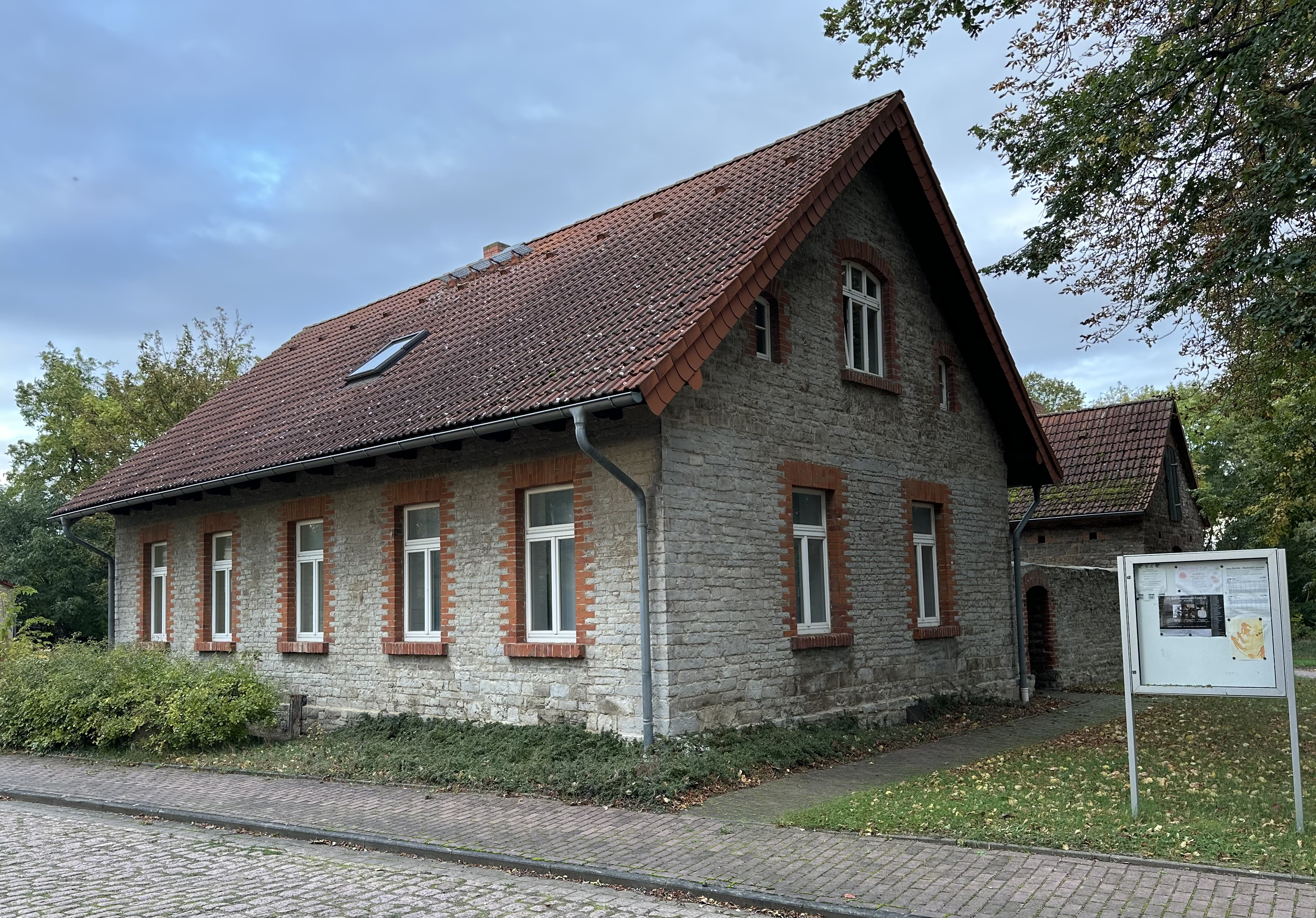
Dorfschule Dornitz, 2025

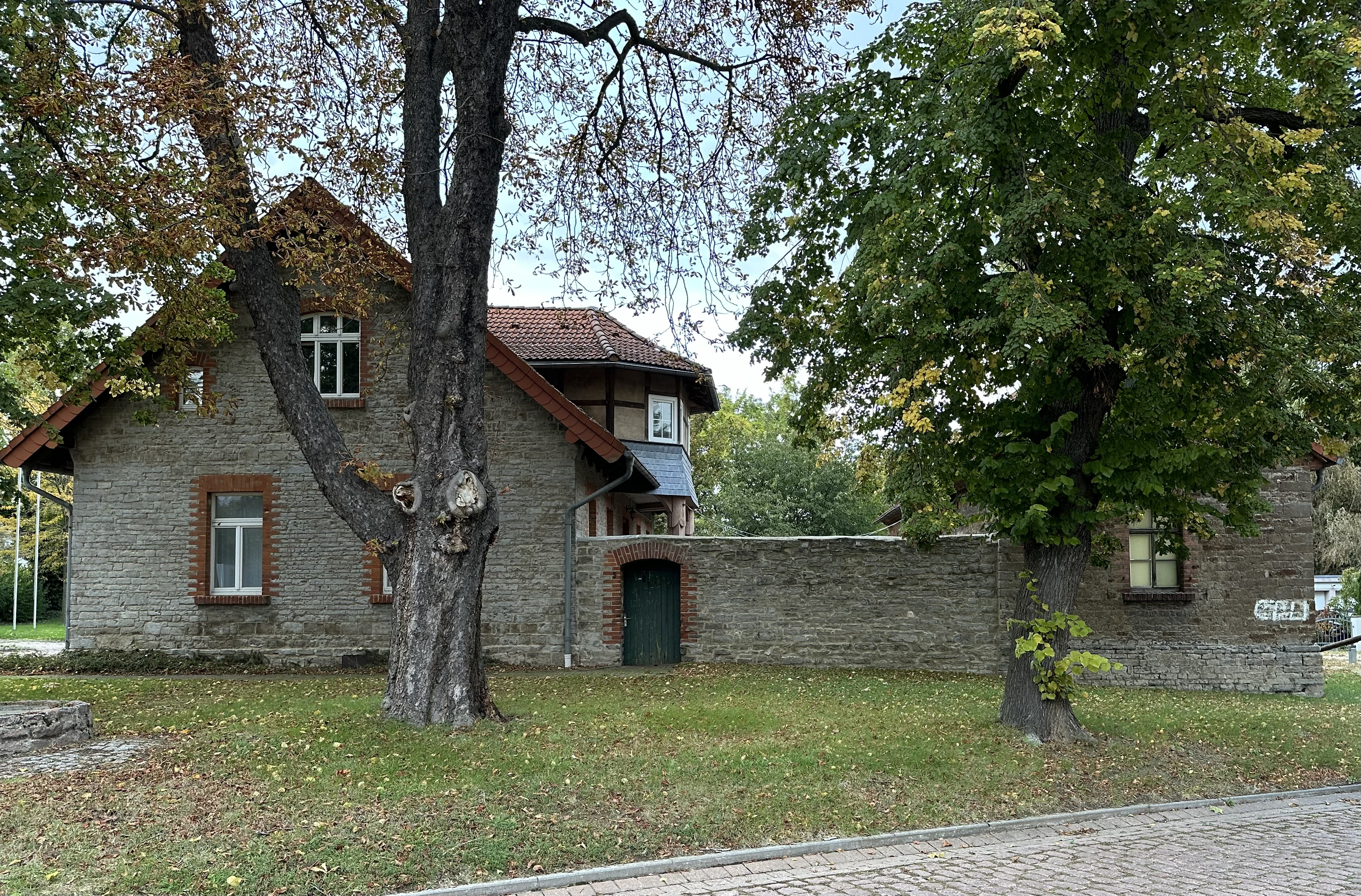
Blick von Süden

Die Dorfschule Dornitz ist eine denkmalgeschützte ehemalige Dorfschule im zur Ortschaft Domnitz gehörenden Dorf Dornitz in der Stadt Wettin-Löbejün in Sachsen-Anhalt.
Das Gebäude befindet sich im Ortskern des Dorfes, an der Adresse An der Langen Straße 3, nur wenige Meter nordöstlich der Dorfkirche Dornitz. In der Vergangenheit lautete die Adressierung mal Lange Straße 3. 
Die Schule besteht aus einem Ende des 19. Jahrhunderts entstandenen kleinen, in sich geschlossenen Komplex von Kalksteinbauten. Dazu gehört das eigentliche Schulhaus mitsamt Lehrerwohnung. Der eingeschossige fünfachsige Bau ist mit einem Satteldach bedeckt. Östlich hiervon steht ein Nebengebäude, wobei die Häuser mit Bruchsteinmauern verbunden sind. In einer der Mauern befindet sich eine Personenpforte.
Im Denkmalverzeichnis des Landes Sachsen-Anhalt ist die Schule unter der Erfassungsnummer 094 55111 als Baudenkmal verzeichnet.